# Fondo Leoncavallo
Le Fondo Ruggero Leoncavallo est une archive musicale monographique qui existe depuis 1990 et qui fait partie de la Bibliothèque cantonale de Locarno, dans le canton suisse du Tessin. Il préserve et entretient l’héritage artistique du compositeur italien Ruggero Leoncavallo. En complément du Museo Leoncavallo de Brissago, situé à proximité, qui détient surtout des objets et des souvenirs provenant de la succession du compositeur, le Fondo Leoncavallo recueille et rend accessibles des témoignages principalement écrits sur sa vie et son travail artistique.

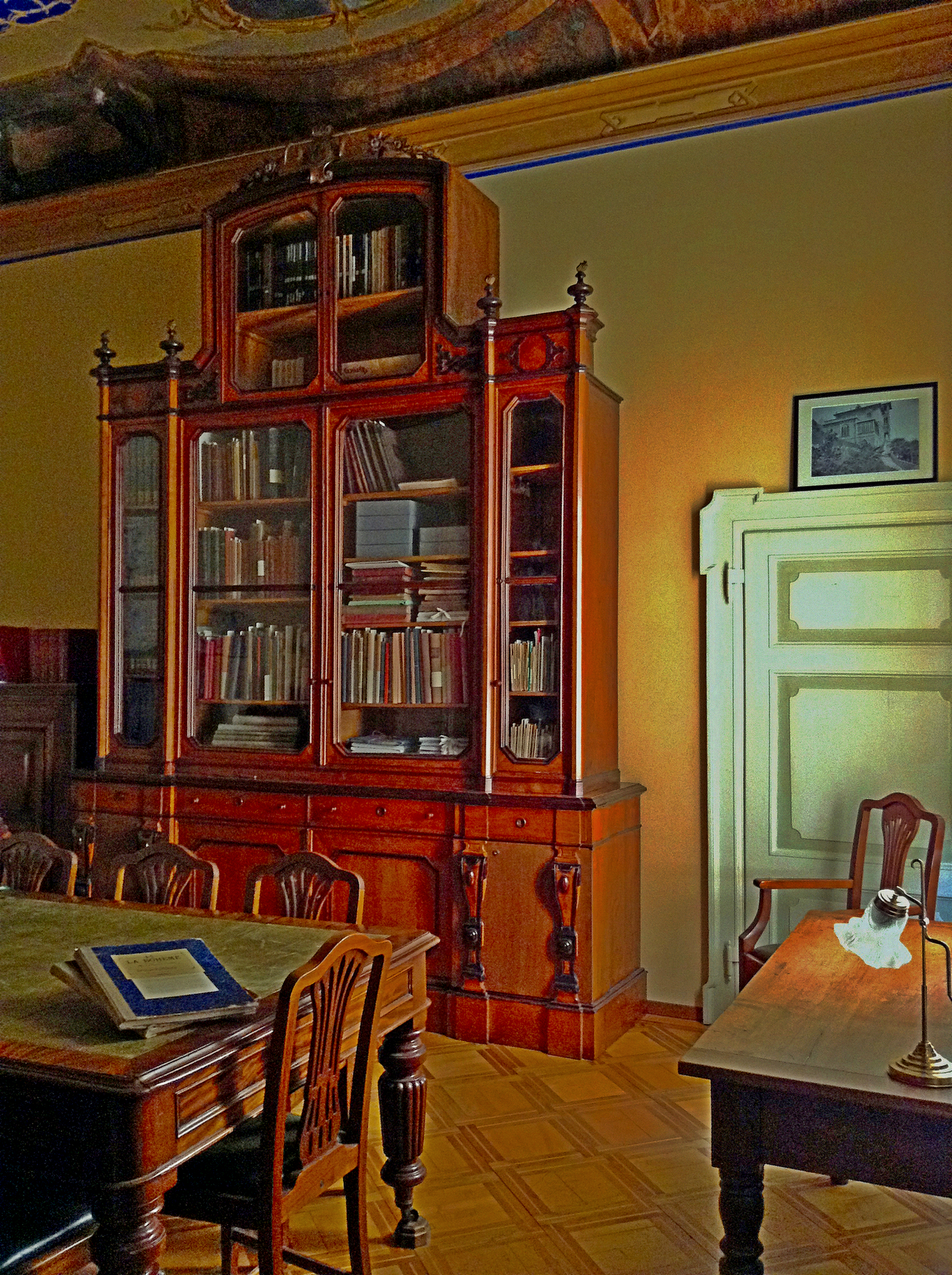
La salle de lecture

## Histoire
Après la mort de Leoncavallo en 1919, le patrimoine artistique est resté relativement uni pendant des décennies, en possession des proches, Berta, la veuve du compositeur, et de Jeanne (‘Fernanda’) Puel, qui avait été nommée héritière par Leoncavallo lui-même. Même après le décès de cette dernière en 1957, les biens ont continué à être conservés en propriété privée. En 1988, le canton du Tessin, où Leoncavallo avait passé près de deux décennies de sa vie, a acquis la part du lion des sources écrites pour en créer la base d’une institution de recherche consacrée au compositeur et à son époque. La collection, qui a depuis été considérablement enrichie par des achats et des dons, a été ouverte au public en 1990. Elle est installée dans le Palazzo Morettini, un palais baroque au centre de Locarno, sous le toit de la Biblioteca cantonale.

## Fonds
Alors que le musée de Brissago se concentre principalement sur l’exposition d’objets biographiques, Locarno abrite des autographes, des éditions originales et des esquisses des opéras et des livrets de Leoncavallo, ainsi qu’une correspondance de plusieurs milliers de documents, une vaste collection d’affiches contemporaines et de programmes de représentations de ses œuvres, ainsi que des rouleaux de piano et des premiers enregistrements sonores. La collection iconographique comprend plus de 500 photographies provenant des albums privés de la famille. D’autres éléments notables sont les revues de presse contemporaines, dont certaines ont été compilées et annotées par Leoncavallo lui-même, sa bibliothèque musicale et un grand nombre de contrats pour la commercialisation de ses compositions, pour la mise en musique de ses livrets et l’enregistrement ou autre exploitation de ses œuvres. Le Fondo comprend également une partie de la bibliothèque privée de belles-lettres de Leoncavallo, un certain nombre d’objets personnels et de cadeaux d’honneur, ainsi qu'une série de caricatures. Cela fait du Fondo Leoncavallo la plus grande collection au monde de sources primaires et de documents de toutes sortes sur la vie et l’œuvre du compositeur.
Le fonds documentaire est continuellement enrichi. Une salle de consultation est à la disposition des chercheurs et du public intéressé, y compris une bibliothèque de référence avec des ouvrages de recherche sur la musique fin de siècle. Certains des objets personnels de Leoncavallo sont présentés dans le cadre d’une exposition permanente.

## Liens internet
Présence sur le web du Fondo Leoncavallo